# 珍娜·費雪
珍娜·費雪（英語：Jenna Fischer，1974年3月7日—）是一名美國女演員。她最知名的演出是在情境喜劇《我們的辦公室》(2005-2013)中飾演潘·碧斯利(Pam Beesly)。